# Chuột nhảy Thái Bình Dương
Chuột nhảy Thái Bình Dương, tên khoa học Zapus trinotatus, là một loài động vật có vú trong họ Dipodidae, bộ Gặm nhấm. Loài này được Rhoads mô tả năm 1895.